# Nonarthra brevicornis
Nonarthra brevicornis – gatunek chrząszcza z rodziny stonkowatych.
Gatunek ten opisany został w 2002 roku przez Lwa N. Miedwiediewa.
Chrząszcz o prawie okrągłym, choć z przodu bardziej zwężonym ciele długości 3,3 mm, podstawowej barwy czerwonożółtawobrązowej. Nadzwyczaj delikatnie punktowana głowa ma tylko słabo widoczne ślady guzków czołowych i czarną wargę górną. Sięgające przedniej ¼ pokryw czułki mają podługowato-trójkątny czwarty człon, trzy pierwsze człony z wierzchu przyciemnione, człony od czwartego do ósmego czarne. Przedplecze jest trzykrotnie szersze niż dłuższe. Nieco krótsze niż szersze pokrywy mają szeroko zaokrąglony tył i wąsko rozpłaszczone, jasne obrzeżenia boczne.
Owad znany tylko z filipińskiej wyspy Mindanao, z prowincji South Cotabato.